# LAST IMPRESSION
「LAST IMPRESSION」（ラスト・インプレッション）は、TWO-MIXの12枚目のシングルである。1998年7月23日にキングレコードから発売された。

## 背景
劇場版『新機動戦記ガンダムW Endless Waltz 特別編』主題歌。TWO-MIXにとって最後のガンダムWのタイアップ曲であり、キングレコードからリリースした最後のシングルでもある。
初回生産分は特製ケース付き仕様。ケースにはTWO-MIXのロゴが書かれ、閉じるとジャケットに書かれたロゴと重なるようになっている。
TWO-MIXはシングルA面のリミックス曲が多いが、この曲はダンス系のリミックスがされていない。

## 制作

### LAST IMPRESSION
TWO-MIXのシングルの中で、最も長い楽曲となっている。メンバーの永野椎菜は「CMやドラマのタイアップだと、サビが30秒という制約があるじゃないですか。映画だとそれがないから」と語り「『映画の中で使われるように』というのを、わりと先に考えました」とコメントしている。ただ、アニメーション映画の場合、洋画に比べてスタッフが限られており、思っていたよりもエンドロールがゆっくり流れているのを見て「計算違いだった」と語っている。
スローテンポパートとハイテンポパートを別々で作っており、マスタリングが行われるごとに2つのパートが交わるタイミングが変わっている。永野は『E.T.』や『スターウォーズ』のエンディングに3曲程度流れていることを参考にしたという。
歌詞は『平和』をテーマにしている。永野は「相手の背景や背負っているものを思いやれば、きっとエゴイスティックにならず、ワンクッション置いてものを考えていけるようになるから。人と人が共存していくために必要なのかな」と語り、高山みなみも「戦争している地域もあるし、難民も多いし、自分に責任は全然ないのに命を失う子供はたくさんいるじゃないですか。そういう子が一人でも少ない世の中になってほしい」とコメントしている。
楽曲が長尺であるため、ラジオ局で流すためのバージョンとして「LAST IMPRESSION (Radio Edit)」が収録されている。

### JUST COMMUNICATION II TYPE II
c/wはアルバム『FANTASTIX II』に収録された「JUST COMMUNICATION II」のシーケンス・パートを上げたバージョンを収録。この曲をc/wにしたのは、「ガンダム」のタイアップでテーマを統一させたかったため。

## 収録曲
| 全作詞: 永野椎菜、全作曲: 高山みなみ、全編曲: TWO-MIX。 |                                              |          |            |      |
| #                                                       | タイトル                                     | 作詞     | 作曲・編曲 | 時間 |
| 1.                                                      | 「LAST IMPRESSION」                          | 永野椎菜 | 高山みなみ | 7:36 |
| 2.                                                      | 「LAST IMPRESSION」(Radio Edit)              | 永野椎菜 | 高山みなみ | 4:39 |
| 3.                                                      | 「JUST COMMUNICATION II TYPE II」            | 永野椎菜 | 高山みなみ | 4:35 |
| 4.                                                      | 「LAST IMPRESSION」(Radio Edit/INSTRUMENTAL) | 永野椎菜 | 高山みなみ |      |

## リリース履歴
| No. | 日付          | レーベル                              | 規格  | 規格品番  | 最高順位 | 備考                                                        |
| --- | ------------- | ------------------------------------- | ----- | --------- | -------- | ----------------------------------------------------------- |
| 1   | 1998年7月23日 | キングレコード / KMW スターチャイルド | 8cmCD | KIDS-391  | 8位      | 初回盤のみTWO-MIXのロゴ入りプラスチックケース（ブルー）付。 |
| 2   | 1999年8月27日 | キングレコード / KMW スターチャイルド | 8cmCD | KIDA-2123 | -        | 再発盤                                                      |

## 収録作品
| 曲名                  | バージョン     | 収録アルバム                                | 発売日         | 備考                                                                          |
| --------------------- | -------------- | ------------------------------------------- | -------------- | ----------------------------------------------------------------------------- |
| LAST IMPRESSION       | Original       | 『DREAM TACTIX』                            | 1998年9月23日  |                                                                               |
| LAST IMPRESSION       | Original       | 『SUPER BEST FILES 1995〜1998』             | 1998年12月21日 |                                                                               |
| LAST IMPRESSION       | Original       | 『20010101』                                | 2001年1月1日   |                                                                               |
| LAST IMPRESSION       | Original       | 『TWO-MIX COLLECTION BOX 〜Categorhythm〜』 | 2002年11月20日 |                                                                               |
| LAST IMPRESSION       | Original       | 『TWO-MIX パーフェクト・ベスト』            | 2011年6月8日   |                                                                               |
| LAST IMPRESSION       | Original       | 『TWO-MIX 25th Anniversary ALL TIME BEST』  | 2021年2月10日  |                                                                               |
| LAST IMPRESSION       | Orchestra ver. | 『Baroque Best』                            | 1998年11月26日 | Orchestra Arrange: 天野正道 Orchestra: Warsaw National Philharmonic Orchestra |
| JUST COMMUNICATION II | Original       | 『FANTASTIX II』                            | 1998年3月4日   |                                                                               |

## カバー
| 曲名            | アーティスト | 収録アルバム                              | 発売日        | 備考                            |
| --------------- | ------------ | ----------------------------------------- | ------------- | ------------------------------- |
| LAST IMPRESSION | 米倉千尋     | 『TWO-MIX Tribute Album "Crysta-Rhythm"』 | 2022年7月27日 | TWO-MIXのトリビュート・アルバム |